# Котугери
Котугери (на гръцки: Καισαριανά, Кесариана, до 1926 година Κουτούγερη, Кутугери или Κατούγερη, Катугери) е село в Република Гърция, в дем Воден, област Централна Македония.

## География
Селото се намира на 8 km южно от демовия център Воден (Едеса), на 140 m надморска височина в западната част на Солунското поле.

## История

### В Османската империя
В обобщен списък на джизието на немюсюлманите от вилаета Водане за 1619-1620 година селото е отбелязано като Котугьори, с 33 ханета (домакинства).
В края на XIX век Котугери е чисто българско село във Воденска каза на Османската империя. В „Етнография на вилаетите Адрианопол, Монастир и Салоника“, издадена в Константинопол в 1878 година и отразяваща статистиката на населението от 1873 година, Котуери (Cotouyéry) е посочено като село във Воденска каза с 12 къщи и 56 жители българи. Според статистиката на Васил Кънчов („Македония. Етнография и статистика“) в 1900 година в Котугери живеят 60 жители българи.
Цялото население на селото е под върховенството на Цариградската патриаршия. По данни на секретаря на Българската екзархия Димитър Мишев („La Macédoine et sa Population Chrétienne“) в 1905 година в Катугери (Katougueri) има 48 българи патриаршисти гъркомани.

### В Гърция
През Балканската война в селото влизат гръцки войски, а след Междусъюзническата война в 1913 година Котугери остава в Гърция.
Боривое Милоевич пише в 1921 година („Южна Македония“), че Катуджер (Катуђер) има 6 къщи славяни християни.
В селото в 1924 година са заселени гърци бежанци и българското му население бяга в Яворани. В 1926 година селото е прекръстено на Кесариана. В 1928 година Котугери е представено като чисто бежанско с 38 бежански семейства и 134 души бежанци.
Селото е бедно. Произвежда предимно жито и овошки – праскови и ябълки.
| Година    | 1913 | 1920 | 1928 | 1940 | 1951 | 1961 | 1971 | 1981 | 1991 | 2001 | 2011 | 2021 |
| --------- | ---- | ---- | ---- | ---- | ---- | ---- | ---- | ---- | ---- | ---- | ---- | ---- |
| Население | 44   | 18   | 113  | 140  | 94   | 123  | 116  | 91   | 99   | 116  | 81   | 76   |